# Ichneumon obduratus
Ichneumon obduratus là một loài tò vò trong họ Ichneumonidae.